# 트루아 마을 그룹
트루아 마을 그룹(프랑스어 : CAT - Communauté d'agglomération troyenne)은 프랑스의 코뮌(commune: 마을) 트루아를 중심으로 하는 11개 마을로 이루어진 하나의 마을 중합체이며, 프랑스 샹파뉴아르덴 레지옹의 오브 주(州:데파르트망)에 위치하고 있다.

1999년 기준 전체 인구는 약 12만 명인데, 그 중 약 6만 명이 트루아의 시민이다.

## 구성
트루아 마을 그룹은 다음과 같은 11개의 코뮌들로 구성되어 있다:
1. 브레비앙드 (Bréviandes)
2. 샤펠생뤼크 (la Chapelle-Saint-Luc)
3. 리비에르드코르 (la Rivière-de-Corps)
4. 노에프레트루아 (les Noës-près-Troyes)
5. 퐁생트마리 (Pont-Sainte-Marie)
6. 로지에르프레트루아 (Rosières-près-Troyes)
7. 생탕드레레베르제 (Saint-André-les-Vergers)
8. 생쥴리앙레빌라 (Saint-Julien-les-Villas)
9. 생파르조테르트르 (Saint-Parres-aux-Tertres)
10. 생트사빈 (Sainte-Savine)
11. 트루아 (Troyes)